# Değirmenocağı, Osmaniye
Değirmen Ocağı là một xã thuộc huyện Osmaniye, tỉnh Osmaniye, Thổ Nhĩ Kỳ. Dân số thời điểm năm 2010 là 527 người.